# هوگانس
شهر هوگانس (به سوئدی: Höganäs) در ناحیه شهری هوگانس در کشور سوئد واقع شده‌است. جمعیت این شهر ۱۵۳۷٫۶۲  نفر است.